# Jérémy Cadot
Jérémy Georges Émile Cadot (Lens, 7 de noviembre de 1986) es un deportista francés que compite en esgrima, especialista en la modalidad de florete.
Participó en los Juegos Olímpicos de Río de Janeiro 2016, obteniendo una medalla de plata en la prueba por equipos (junto con Erwann Le Péchoux, Enzo Lefort y Jean-Paul Tony Helissey).
Ganó dos medallas de bronce en el Campeonato Mundial de Esgrima, en los años 2013 y 2017, y tres medallas en el Campeonato Europeo de Esgrima, en los años 2015 y 2017.

## Palmarés internacional
| Juegos Olímpicos   | Juegos Olímpicos        | Juegos Olímpicos  | Juegos Olímpicos    |
| Año                | Lugar                   | Medalla           | Prueba              |
| ------------------ | ----------------------- | ----------------- | ------------------- |
| 2016               | Río de Janeiro (Brasil) | Medalla de plata  | Florete por equipos |
| Campeonato Mundial |                         |                   |                     |
| Año                | Lugar                   | Medalla           | Prueba              |
| 2013               | Budapest (Hungría)      | Medalla de bronce | Florete por equipos |
| 2017               | Leipzig (Alemania)      | Medalla de bronce | Florete por equipos |
| Campeonato Europeo |                         |                   |                     |
| Año                | Lugar                   | Medalla           | Prueba              |
| 2015               | Montreux (Suiza)        | Medalla de oro    | Florete por equipos |
| 2017               | Tiflis (Georgia)        | Medalla de oro    | Florete por equipos |
| 2017               | Tiflis (Georgia)        | Medalla de bronce | Florete individual  |